# M34 (astronomia)
M 34 (noto anche come NGC 1039) è un ammasso aperto visibile nella costellazione di Perseo.

## Osservazione

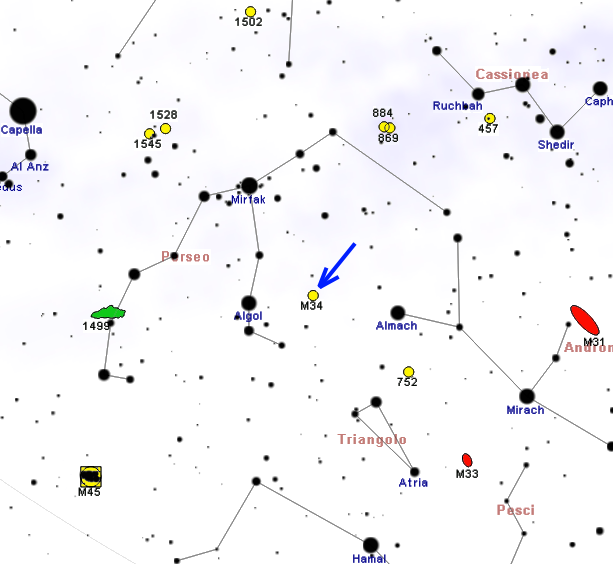
Mappa per individuare M34.

M34 si individua con facilità praticamente a metà strada fra le due stelle Alamak e Algol, entrambe ben note e di seconda magnitudine; è visibile persino ad occhio nudo nelle nottate più buie e limpide. Un binocolo 10x50 è sufficiente per iniziare la sua risoluzione in stelle, le quali sono di settima e ottava grandezza; un telescopio da 114mm lo risolve appieno, mostrando decine di stelle spesso disposte in sequenza; uno strumento con ingrandimenti eccessivi fa perdere la visione d'insieme.
M34 può essere osservato da entrambi gli emisferi terrestri, sebbene la sua declinazione settentrionale favorisca notevolmente gli osservatori dell'emisfero nord; dalle regioni boreali si presenta estremamente alto nel cielo nelle notti d'estate, mentre dall'emisfero australe resta sempre molto basso, ad eccezione delle aree prossime all'equatore. È comunque visibile da quasi tutte le aree abitate della Terra. Il periodo migliore per la sua osservazione nel cielo serale è quello compreso fra giugno e novembre.

## Storia delle osservazioni
M34 è stato scoperto da Giovan Battista Odierna prima del 1654 e incluso da Charles Messier nel suo catalogo nel 1764 che lo descrive in questo modo: "Ammasso di piccole stelle tra la testa della Medusa e il piede sinistro di Andromeda, quasi sotto il parallelo di b Andromedae: con un ordinario telescopio di 3 piedi si distinguono le stelle. La sua posizione è stata determinata in base a quella di b della testa della Medusa".

## Caratteristiche
M34 si trova ad una distanza di circa 1.400 anni-luce dalla Terra ed è costituito da circa 100 stelle; la componente più brillante è estranea all'ammasso (prospettica) ed ha magnitudine 7,3, mentre i membri più brillanti sono di magnitudine 7,9-8,0. La sua età è stimata in 190 milioni di anni.
Il diametro apparente dell'ammasso è di 35 minuti d'arco da cui si ricava un raggio reale di 15 anni-luce.

### Libri
- (EN) Stephen James O'Meara, Deep Sky Companions: The Messier Objects, Cambridge University Press, 1998, ISBN 0-521-55332-6.

### Carte celesti
- Toshimi Taki, Taki's 8.5 Magnitude Star Atlas, su geocities.jp, 2005. URL consultato il 7 novembre 2010 (archiviato dall'url originale il 5 novembre 2018). - Atlante celeste liberamente scaricabile in formato PDF.
- Tirion, Rappaport, Lovi, Uranometria 2000.0 - Volume I - The Northern Hemisphere to -6°, Richmond, Virginia, USA, Willmann-Bell, inc., 1987, ISBN 0-943396-14-X.
- Tirion, Sinnott, Sky Atlas 2000.0 - Second Edition, Cambridge, USA, Cambridge University Press, 1998, ISBN 0-933346-90-5.
- Tirion, The Cambridge Star Atlas 2000.0, 3ª ed., Cambridge, USA, Cambridge University Press, 2001, ISBN 0-521-80084-6.